# DownThemAll!
DownThemAll!(DTA)는 모질라 파이어폭스용 다운로드 관리자/가속기 확장 기능으로, GNU 일반 공중 사용 허가서하에 배포된다. 이 확장 기능은 언제든지 자료 손실 없이 다운로드를 중지하고 다시 계속할 수 있으며 사용자가 모든 링크를 빠르게, 웹 페이지에 포함된 그림이나 내장 객체(embedded object)를 한 번의 클릭으로 다운로드할 수 있도록 해 준다. 또한 페이지에서 특정 부분들만 골라서 다운로드할 수도 있다. HTTP와 FTP 프로토콜을 지원한다.

## 다중 다운로드
DownThemAll!의 주 기능들 중 하나는 바로 다중 다운로드 지원이다. 이 기능을 사용할 경우, 파일을 여러 조각으로 나누어서 다운로드할 수 있다. 그런 다음 다운로드가 완료되면 다시 조각들을 합친다. 이것은 느린 서버에서 파일을 다운로드할 때 속도를 향상시킨다. 1.0b1에서는 체크섬 그리고 다른 정보와 함께 개개의 파일에 대한 다중 URL를 허용하는 메타링크를 지원한다.

## 다운로드 필터
페이지에서 링크를 추출할 때, 사용자는 와일드카드와 정규식을 이용하여 특정 파일만 골라서 다운로드할 수만 있다.(예: 모든 PDF 파일을 다운로드)

## 참조 문헌
- 파이어폭스 확장 기능 설명 페이지
- DownThemAll! 모든 기능 목록
- Wired 리뷰
- lifehacker.com 리뷰 보관됨 2007-04-20 - 웨이백 머신
- 스피겔 리뷰
- 다운로드닷컴의 최고의 확장 기능 목록 기사 중 DownThemAll 부분
- Tucows의 How Do I Download Many Files From A Web Page At Once? 기사 보관됨 2007-04-19 - 웨이백 머신